# استن کالیس
استن کالیس (به انگلیسی: Stan Cullis) بازیکن فوتبال زادهٔ ۲۵ اکتبر ۱۹۱۶ اهل انگلستان بود که سابقهٔ بازی در تیم ملی فوتبال انگلستان را در کارنامهٔ خود دارد. وی در تاریخ ۲۳ اکتبر ۱۹۳۷ نخستین بازی ملی خود را در مقابل تیم ملی فوتبال ایرلند شمالی انجام داد و با حضور در ۱۲ بازی ملی، در تاریخ ۲۴ مه ۱۹۳۹ واپسین بازی ملی‌اش را در برابر تیم ملی فوتبال رومانی برگزار کرد.